# Ralph Stanley
Ralph Stanley, född 25 februari 1927 i McClure, Virginia, död 23 juni 2016 i Matoaca, Virginia, var en amerikansk bluegrassmusiker, banjospelare.
Tillsammans med sin bror Carter Stanley spelade Ralph under namnet The Stanley Brothers. De bildade 1946 bandet The Clinch Mountain Boys. Efter att Carter avled 1966 fortsatte Ralph spela med olika uppsättningar av The Clinch Mountain Boys och var aktiv fram till sin död.

## Diskografi (urval)
Soloalbum
- 1971 – Something Old, Something New, Some Of Katy's Mountain Dew
- 1972 – Old Country Church
- 1973 – I Want To Preach The Gospel
- 1974 – A Man And His Music
- 1976 – Old Home Place
- 1988 – I'll Answer The Call
- 1997 – Clinch Mountain Country
- 2002 – Ralph Stanley'"
- 2005 – Shine On
- 2005 – A Distant Land To Roam (Songs Of The Carter Family)

Album tillsammans med The Clinch Mountain Boys
- 1966 – Old Time Music
- 1968 – Over The Sunset Hill
- 1969 – Hills Of Home
- 1971 – Cry From The Cross
- 1971 – Sing Michigan Bluegrass
- 1971 – Ralph Stanley And The Clinch Mountain Boys (med Keith Whitley och Ricky Skaggs)
- 1972 – Play Requests
- 1977 – Clinch Mountain Gospel
- 1980 – Snow Covered Mound
- 1981 – The Stanley Sound Today
- 1983 – Bluegrass (med Keith Whitley och Ricky Skaggs)
- 1983 – Gospel Echoes of the Stanley Brothers (med Keith Whitley och Ricky Skaggs)
- 1986 – Lonesome And Blue
- 2001 – Live At The Smithsonian (Med Rickey Lee och Roy Lee Centers)
- 2009 – You Hear The Mountains Calling (med Charlie Sizemore)

Övriga album
- 1980 – Boar Hog (Curly Ray Cline Med Ralph Stanley & The Clinch Mountain Boys)
- 1999 – I Feel Like Singing Today (Jim Lauderdale & Ralph Stanley med The Clinch Mountain Boys)
- 2002 – Lost In The Lonesome Pines (Jim Lauderdale & Ralph Stanley med The Clinch Mountain Boys)

Se också diskografi - The Stanley Brothers.